# 梅西耶59
梅西耶59（也稱為M59或NGC 4621）是一個位於室女座，距離大約6000萬光年遠的椭圆星系，與鄰近的M60在1779年被Johann Gottfried Köhler同時發現。
M59星系是一個E5型橢圓星系，位置角為163.3°，顯示其整體形狀扁平率為50%。該星系的等光度線偏離了完美的橢圓形，而是呈現出尖銳的形狀。
M59星系核心包含一個超大質量黑洞，其質量估計為太陽質量的2.7億倍，並且相對於星系的其他部分反向旋轉，因此顏色更藍。超大黑洞目前處於靜止狀態，但可以偵測到X射線和射電源，顯示有向外噴流。恆星核心內嵌有恆星盤，其顏色比核球區域更藍（更年輕），藍色部分沿位置角延伸約150°。這種延伸盤特徵可能是星系合併後發生星暴事件的結果。

## 外部連結
- Elliptical Galaxy M59 @ SEDS Messier pages
- WIKISKY.ORG: SDSS image, M59 （页面存档备份，存于）